# Of June
Of June è l'EP di debutto del progetto musicale statunitense synthpop Owl City, pubblicato il 21 aprile 2007.

## Tracce
1. Swimming in Miami – 4:55
2. Captains and Cruise Ships – 3:28
3. Designer Skyline – 3:30
4. Panda Bear – 3:08
5. The Airway – 3:23
6. Fuzzy Blue Lights – 4:41
7. Hello Seattle (2007 version) – 2:57